# كارل هاينريش إدموند فون بيرغ
كارل هاينريش إدموند فون بيرغ (بالألمانية: Carl Heinrich Edmund von Berg)‏ (و. 1800 – 1874 م) هو كاتب، واقتصادي، ومؤرخ، وأستاذ جامعي ألماني، ولد في غوتينغن، توفي في باد شانداو، عن عمر يناهز 74 عاماً.

## التعليم
تعلم في جامعة غوتينغن.